# Fiat 515
Fiat 515 — легковой автомобиль, выпускавшийся компанией Fiat с 1931 по 1935 год.
515 модель имела двигатель 514 модели и кузов от 522.
Существовала и удлинённая версия автомобиля под названием 515 L. Машина была снабжена редкой для того времени гидравлической тормозной системой.
Всего произведено 3400 экземпляров.